# Бхававарман I
Бхававарман I — король Ченлы (ок. 550—600). Сын Виравармана, брат Читрасены.

## Биография
Бхававарман женился на Камбуджараджалакшми, которая вела свой род от Шрестхавармана, то есть принадлежала к самой древней династии Ченлы, позднее её припишут родство с солнечной династии, сам же, Бхававарман по материнской линии он приходился племянником Рудраварману I и принадлежал к лунной династии.
Фунаньские корни обеспечили ему преданность влиятельных брахманов из Адхьяпуры, которые продолжали служить советниками и последующим правителям.
Своей резиденцией Бхававарман избирает Бхавапуру (город, который скорее всего, находился в районе Самбор Прей Кук, близ современного Кампонгтхома).
Бхававарман возглавил несколько военных кампаний против Фунани.
Во время одного из наступлений в 600 году он умер, и трон унаследовал его брат Читрасена (Махендраварман).